# Idrissa Camará
Idrissa Camará (Bissau, 30 de outubro de 1992) é um futebolista profissional guineense que atua como médio.

## Carreira
Idrissa Camará representou o elenco da Seleção Guineense de Futebol na Campeonato Africano das Nações de 2017.